# 瓦圖曼德里區
瓦圖曼德里區，是馬達加斯加的行政區，位於該國東部，由阿齊那那那區負責管轄，首府設於瓦圖曼德里，面積2,620平方公里，2011年人口132,565，人口密度每平方公里51人。